# Pseudorathkea macrogastrica
Pseudorathkea macrogastrica is een hydroïdpoliep uit de familie Rathkeidae. De poliep komt uit het geslacht Pseudorathkea. Pseudorathkea macrogastrica werd in 1990 voor het eerst wetenschappelijk beschreven door Xu & Huang. 